# Maybach Zeppelin DS 8
Die Maybach Zeppelin DS 8 sind Oberklasse-Pkw mit Zwölfzylinder-V-Motoren, die in zahlreichen Varianten von 1930 bis 1940 vom Maybach-Motorenbau in Friedrichshafen/Bodensee gebaut wurden.

## Der Name

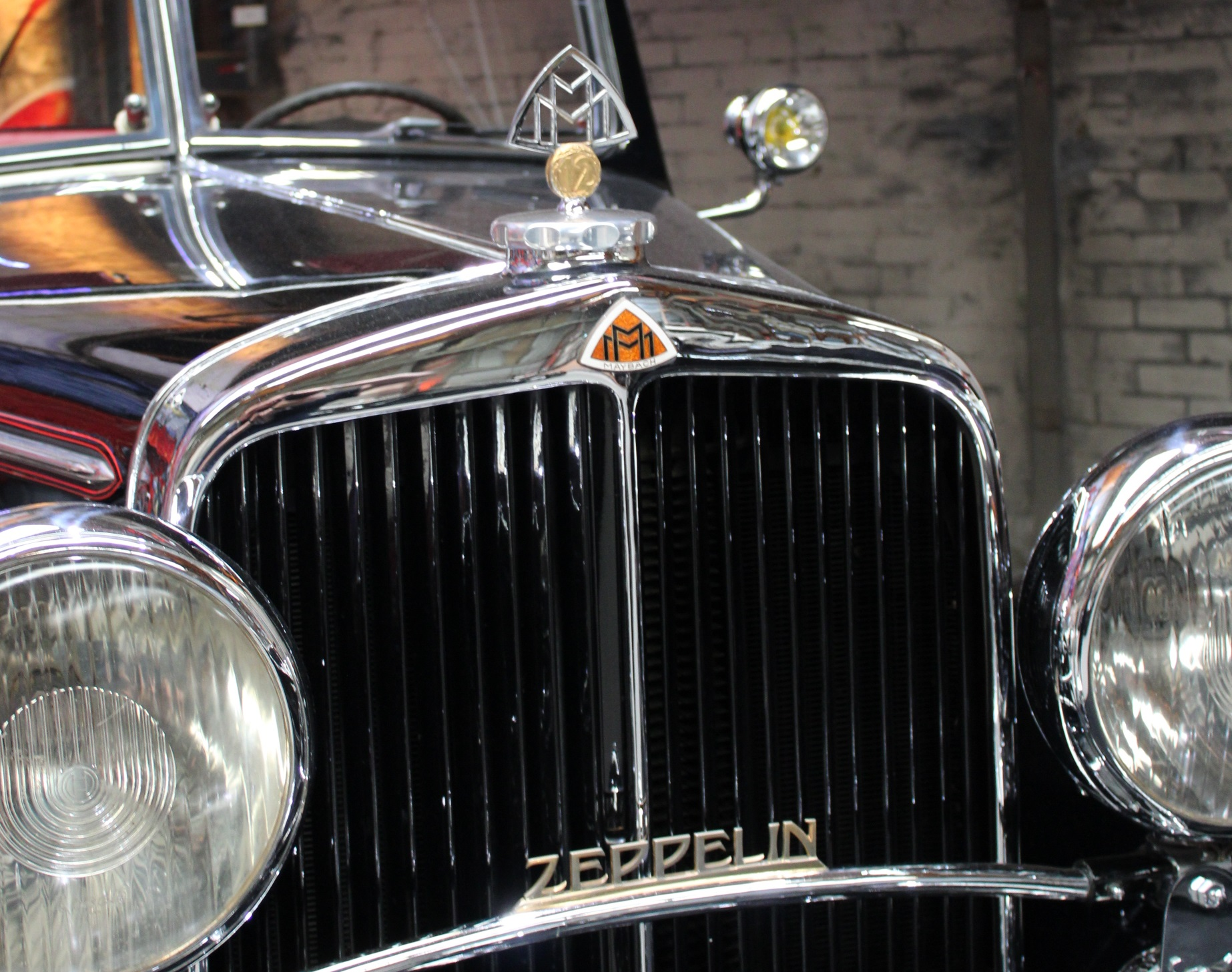
Emblem und Zeppelin Schriftzug

Ein Prospekt der Zeit gibt Auskunft über die Entstehung des Namens Zeppelin für die Spitzentypen der Marke Maybach:

„Die Typenbezeichnung ‚Zeppelin‘ wurde gewählt, um auch äußerlich zum Ausdruck zu bringen, dass der Zwölfzylinder-Maybach auf Grund der Erfahrung mit den Maybach-Zeppelin-Luftschiffmotoren konstruiert ist. Ein Name als Symbol für die Grundsätze, nach denen Maybach-Wagen gebaut werden: Nur Bestes aus Bestem zu schaffen, von dauerndem Wert, in höchster Vollendungsform neuen Entstehens. … Als Verkörperung des hochwertigen Reise- und Repräsentationswagens – wie als rassiger Typ für den passionierten Sportsmann – ist der ‚Maybach-Zeppelin‘ das Automobil letzter Wunscherfüllung mit ausgeprägtem Charakter von vornehmster Eleganz und Kraft.“

## Beschreibung und Modellgeschichte
Bei der Luxusmarke Maybach der 1930er Jahre hatten die Käufer nahezu alle Wahlmöglichkeiten, um ihr Fahrzeug ihren individuellen Ansprüchen und ihrem persönlichen Stil gemäß „karossieren“ zu lassen.
Die Fahrzeuge hatten ein „Doppel-Schnellganggetriebe“ (DSG) mit unterdruckbetätigter Vorwählschaltung. Bei dieser Halbautomatik konnte mit zwei Hebeln an der Lenksäule der Gang vorgewählt werden. Beim Gaswegnehmen rückte er ohne Betätigung der Kupplung ein.
Das Fahrzeug war u. a. ausgestattet mit Kilometerzähler, Benzinuhr für den 135-Liter-Tank, 8-Tage-Uhr, Kühlwasser-Temperaturanzeige, Ölmanometer, Vakuummeter für die Servobremse, Anlass-Einspritzvorrichtung, Anlass-Druckknopf, Handgas- und Starterklappenbetätigung, Instrumenten-Beleuchtung. Zur weiteren Ausstattung gehörten zwei Reserveräder, Bosch-Horn, Stopp- und Rückfahrlicht, vier eingebaute Wagenheber sowie ein kleiner Kompressor zum Aufpumpen der Reifen.
Die Bedienung des Fahrzeuges beim Anfahren, Schalten während der Fahrt und Abstellen sowie bei Betätigung des Schnellganges, der im Getriebe integriert ist, entsprechen dem Maybach Zeppelin DS 7, nur dass der DS 8 einen Gang im halbautomatischen Getriebe mehr hatte.
Ab 1938 war das Fahrzeug auch mit einem Siebengang-Schaltreglergetriebe der ZF Friedrichshafen erhältlich, das ebenfalls als halbautomatisches Vorwählgetriebe lieferbar war. Der Fahrer stellte den gewünschten Gang auf einem Hebel neben dem Lenkrad ein, der Schaltvorgang wurde automatisch durch Antippen der Kupplung ausgelöst. Damit konnte der kräftige Motor durch Herunterschalten auch zur Unterstützung der Bremswirkung benutzt werden.

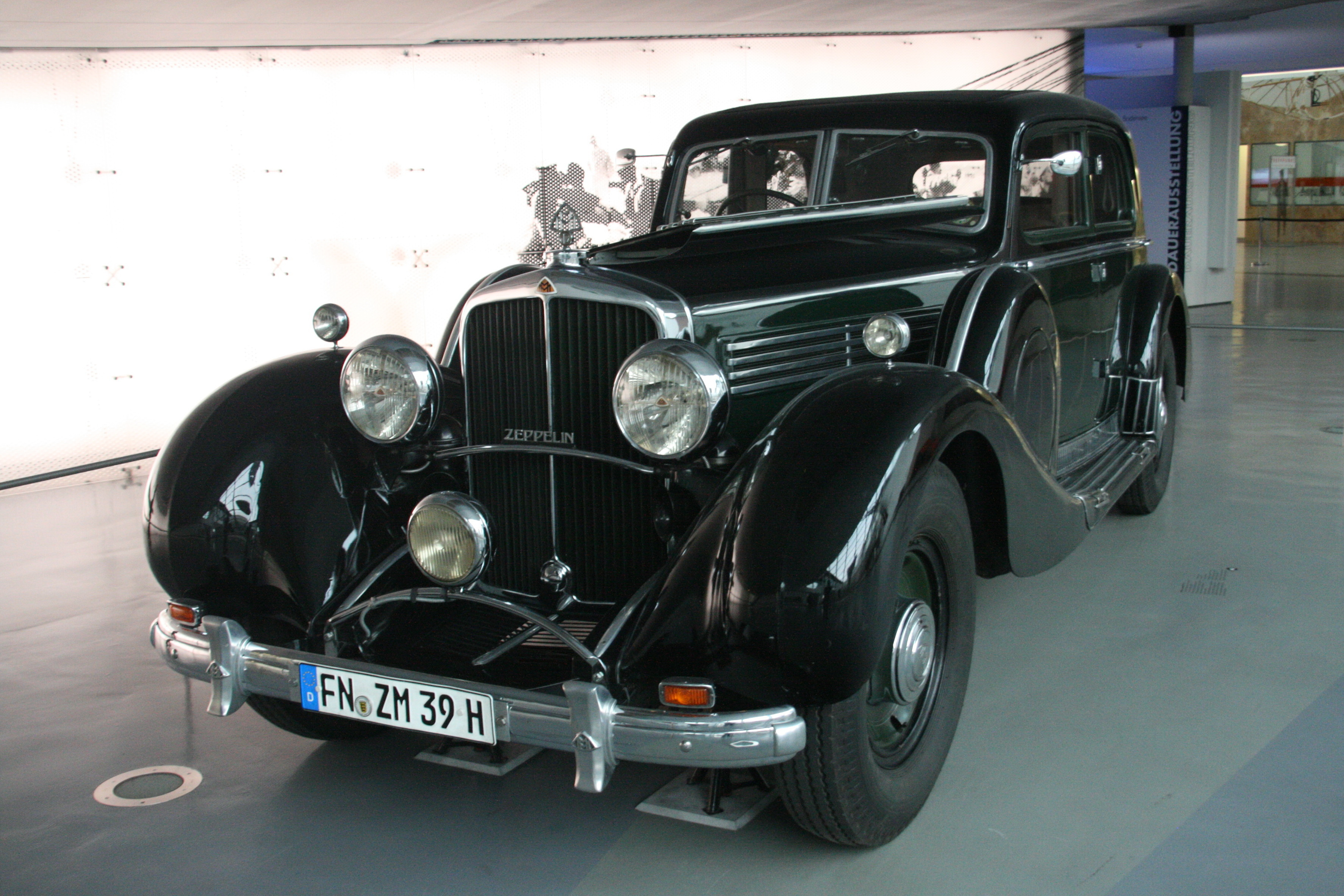
Maybach DS8 Zeppelin (Zeppelin Museum)
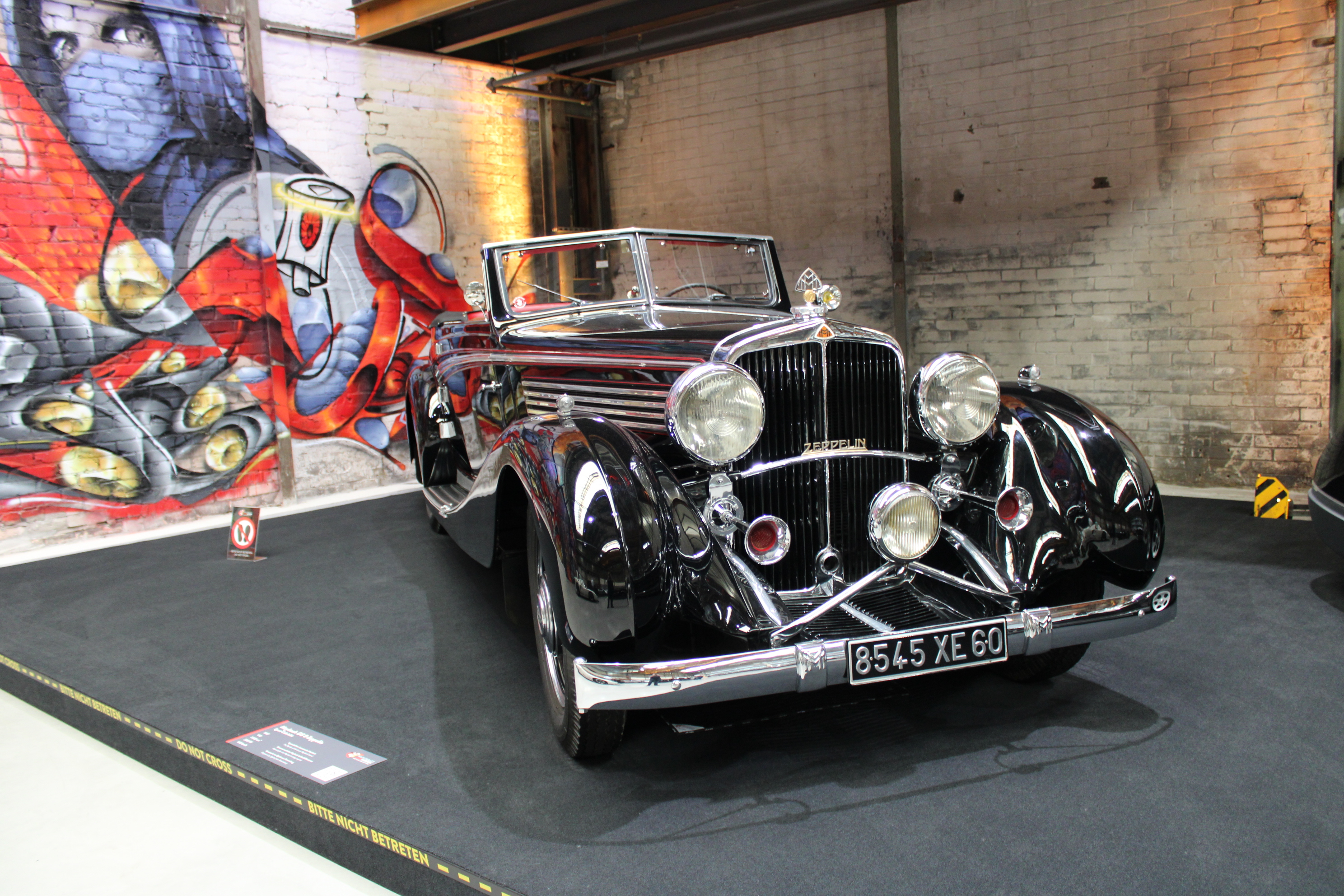
Maybach DS8 Zeppelin (Nationales Automuseum – The Loh Collection)
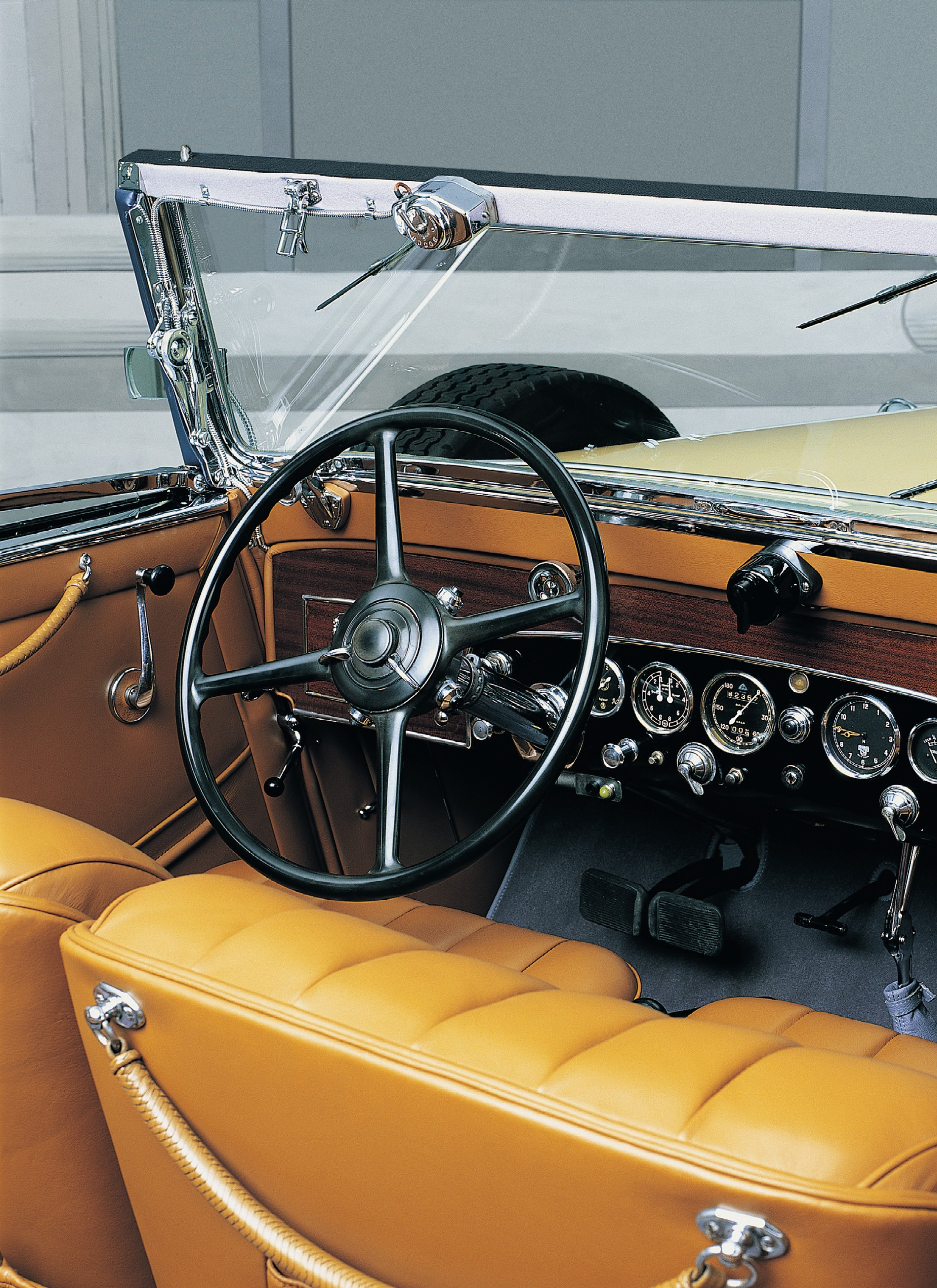
Armaturenbrett eines Maybach Zeppelin DS 8
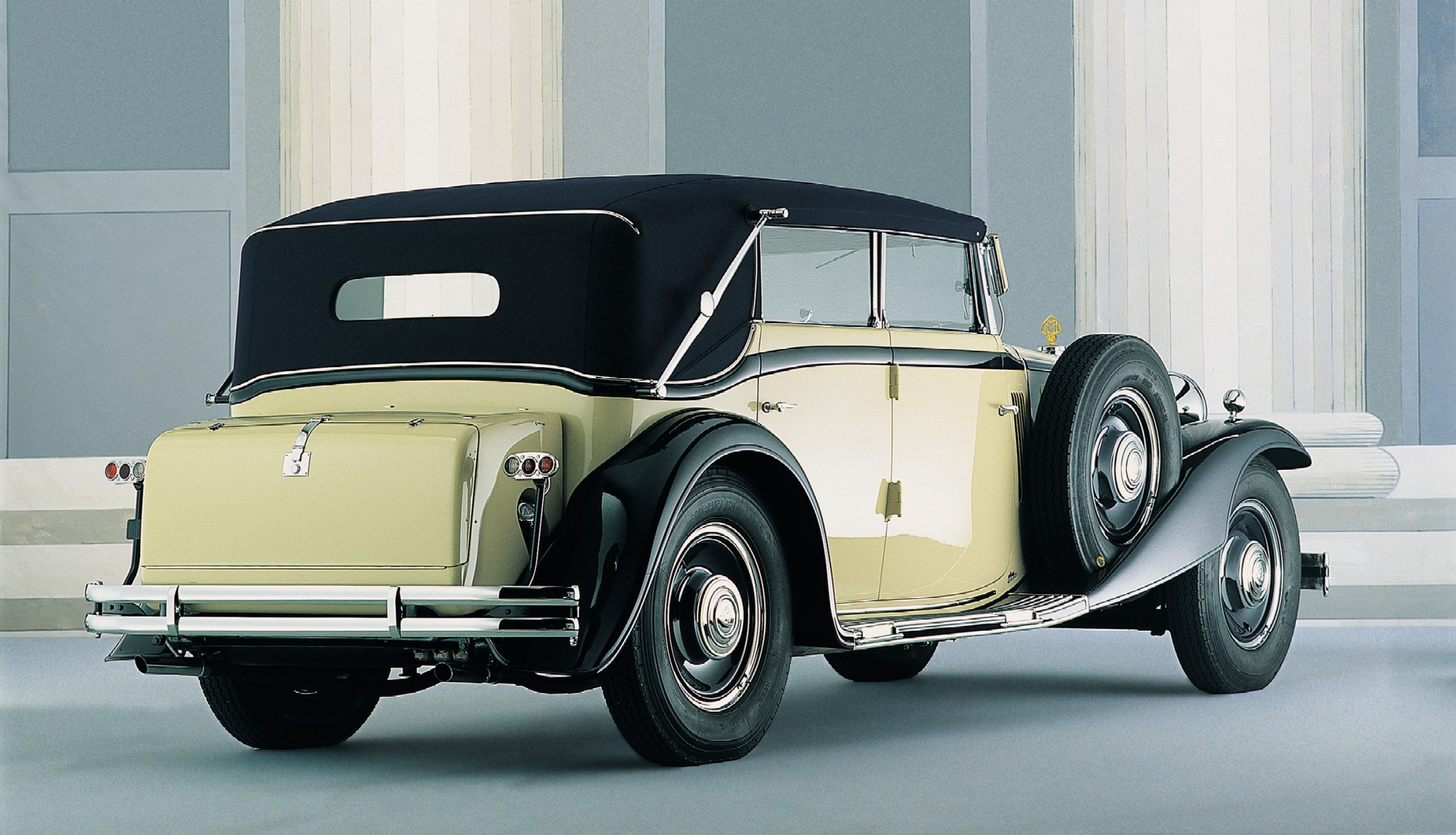
Heckpartie des DS-8-Cabriolets
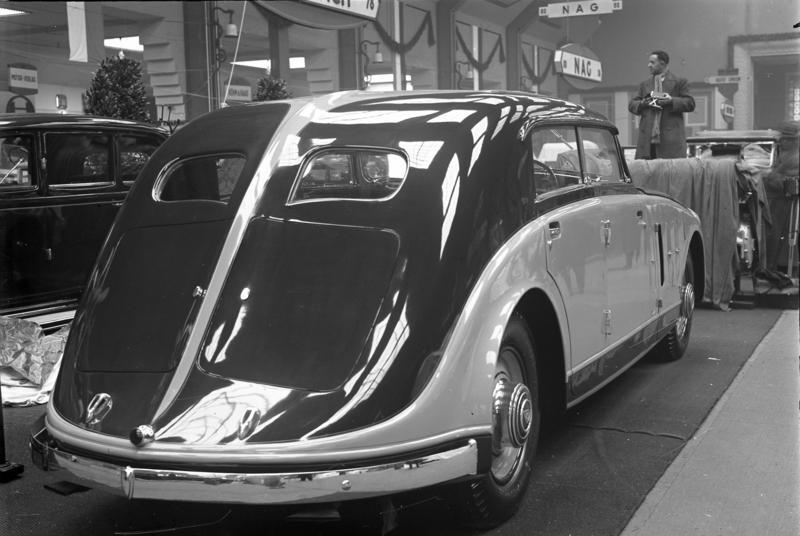
Maybach Zeppelin mit Stromlinien-Karosserie von Spohn auf der Automobilausstellung 1933

## Technische Daten

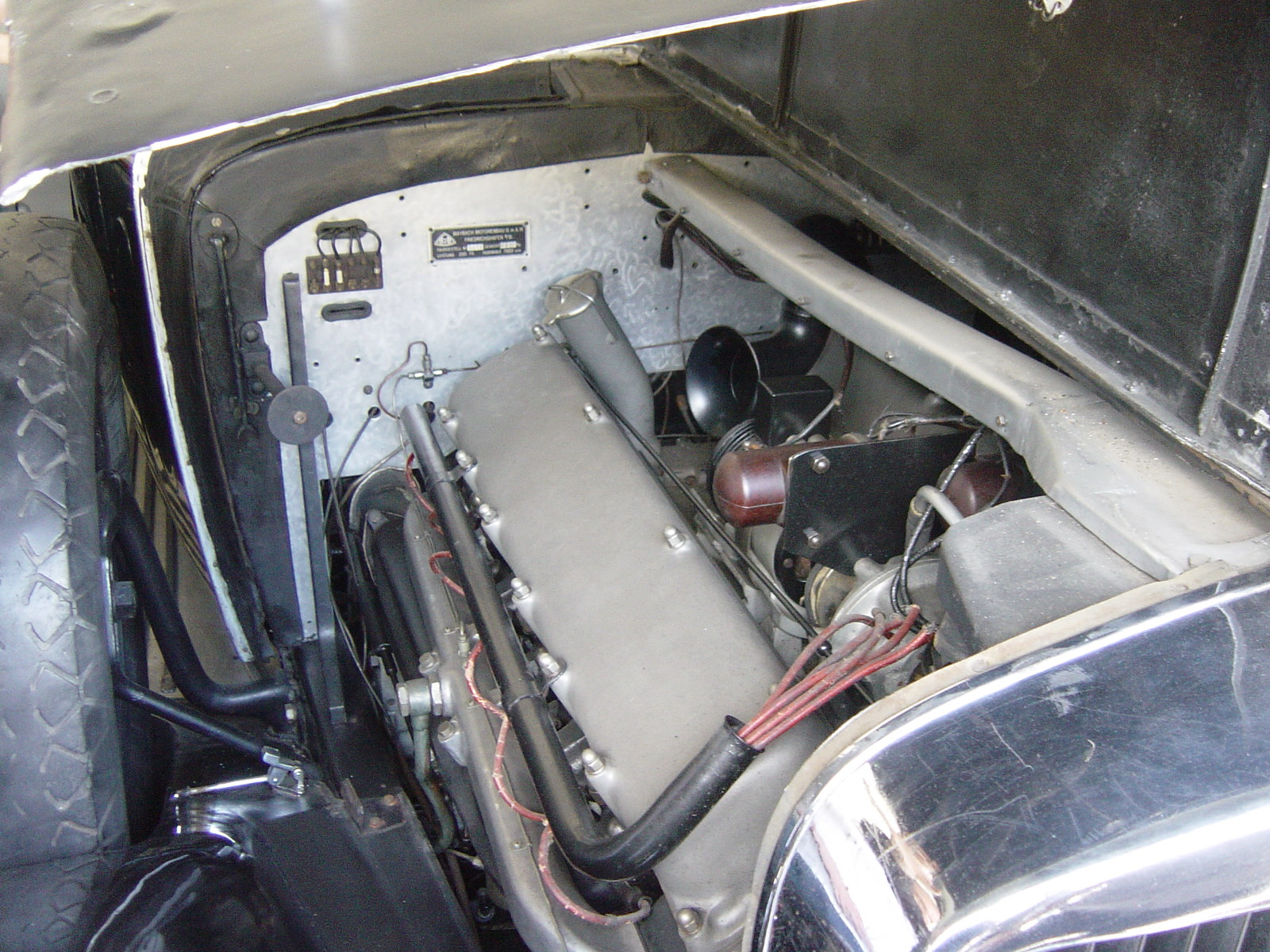
Motorraum

| Kenngrößen  | Daten |
| Motor       | V12-Leichtmetall, 60° Zylinderwinkel, Kurbelwelle mit 8 Gleitlagern                                           |
| Bohrung/Hub | 92/100 mm; Leichtmetallkolben                                                                                 |
| Hubraum     | 7922 cm³ |
| Verdichtung | 1 : 6,3 |
| Leistung    | 147 kW (200 PS) bei 3200/min                                                                                  |
| Zylinder    | auswechselbare Graugusslaufbuchsen                                                                            |
| Ventile     | Ein-/Auslassventil hängend; 1 Nockenwelle, 7fach gelagert                                                     |
| Vergaser    | 2 Solex-Doppel-Stufenvergaser                                                                                 |
| Kühlung     | Wasserkühlung/Pumpe, Thermostat-Kühler, Jalousie                                                              |
| Rahmen      | U-Profil, Stahlpressrahmen                                                                                    |
| Federn      | lange Halbelliptikfedern, in breiten Gleitschuhen auf Stahlrollen, hydraulische, doppelt wirkende Stoßdämpfer |
| Vorderachse | Faustachse in Doppel-T-Profil aus Chromnickelstahl                                                            |
| Hinterachse | Starrachse mit Leichtmetall-Stahl-Achsträger                                                                  |
| Lenkung     | flattersichere Schraubenlenkung, nach Wahl links oder rechts                                                  |
| Fußbremse   | Unterdruck-Servobremse, mechanisch auf alle vier Räder wirkend                                                |
| Räder       | Stahlscheiben oder Drahtspeichen, 2 Ersatzräder                                                               |
| Reifen      | Mitteldruck, DT-Felge, 7 × 20 und 7,5 × 20                                                                    |
| Kupplung    | Zweischeiben-Trockenkupplung                                                                                  |
| Getriebe    | Maybach-Doppelschnellgang-Getriebe Typen DSG 80 / SRG, fünf bis sieben geräuschlose Gänge, Vorwählgetriebe    |
| Anordnung   | in das Kardanschubrohr eingefügt                                                                              |
| Ganganzahl  | 5–7 vorwärts; 1 rückwärts                                                                                     |
| Antrieb     | über Hinterräder                                                                                              |
| Radstand    | 3,66–3,735 m                                                                                                  |
| Spurweite   | vorne/hinten 1,52 m                                                                                           |
| Länge       | über alles einschließlich Stoßstangen 5,37–5,5 m                                                              |
| Breite/Höhe | über Kotflügel 1,82 m/ca. 1,80 m                                                                              |
| Gewichte    | Fahrgestell 1900–2110 kg, Wagen ca. 2800–3000 kg, Zuladung 790–990 kg                                         |
| Vmax        | ca. 160 km/h, je nach Aufbau und Übersetzung                                                                  |
| Verbrauch   | ca. 28 Liter/100 km                                                                                           |
| Ölverbrauch | ca. 0,4 Liter/100 km                                                                                          |
| Tank        | im Heck, 135 Liter, 2 Kraftstoffpumpen                                                                        |